# Bahía del Espíritu Santo
Bahía del Espíritu Santo är en vik i Mexiko.   Den ligger i delstaten Quintana Roo, i den östra delen av landet, 1 200 km öster om huvudstaden Mexico City.